# Ree Heights
Ree Heights és una població dels Estats Units a l'estat de Dakota del Sud. Segons el cens del 2000 tenia 85 habitants.

## Demografia
Segons el cens del 2000, Ree Heights tenia 85 habitants, 36 habitatges, i 24 famílies. La densitat de població era de 113,2 habitants per km².
Dels 36 habitatges en un 30,6% hi vivien nens de menys de 18 anys, en un 55,6% hi vivien parelles casades, en un 5,6% dones solteres, i en un 33,3% no eren unitats familiars. En el 22,2% dels habitatges hi vivien persones soles el 5,6% de les quals corresponia a persones de 65 anys o més que vivien soles. El nombre mitjà de persones vivint en cada habitatge era de 2,36 i el nombre mitjà de persones que vivien en cada família era de 2,79.
Per edats la població es repartia de la següent manera: un 23,5% tenia menys de 18 anys, un 5,9% entre 18 i 24, un 22,4% entre 25 i 44, un 29,4% de 45 a 60 i un 18,8% 65 anys o més.
L'edat mediana era de 42 anys. Per cada 100 dones de 18 o més anys hi havia 116,7 homes.
La renda mediana per habitatge era de 27.083 $ i la renda mediana per família de 27.083 $. Els homes tenien una renda mediana de 23.750 $ mentre que les dones 20.000 $. La renda per capita de la població era de 10.276 $. Entorn del 4,8% de les famílies i el 3,8% de la població estaven per davall del llindar de pobresa.

## Poblacions més properes
El següent diagrama mostra les poblacions més properes.